# Pär Ericsson
Pär Ericsson (Karlstad, 21 juli 1988) is een voormalig Zweedse profvoetballer.

## Carrière

### Beginjaren
Ericsson groeide op in Deje in de Zweedse provincie Värmland. In zijn jeugdjaren beoefende hij meerdere sporten. Ericsson deed aan langlaufen, floorball, atletiek, handbal en ijshockey. Zijn eerste stappen op het voetbalveld zette hij bij Deje IK. Daar bracht hij een groot deel van zijn jeugd door, totdat hij werd opgepikt door Carlstad United. Namens die club maakte hij in 2007 elf doelpunten in de eerste divisie Zuid. Het daaropvolgende seizoen verliep moeizaam. Pas in mei maakte hij zijn eerste doelpunt van het seizoen. Volgens Ericsson vanwege de vermoeidheid en druk die hij voelde na zijn succesvolle voorgaande jaargang.

### GAIS en verhuur aan Degerfors
In de lente en zomer van 2008 zijn er verschillende clubs die interesse toonden in Ericsson. Hij werkte een proefperiode af bij Hammarby IF, Degerfors IF informeerde naar hem, maar Örgryte IS leek het meest concreet. Ericsson koos echter voor het avontuur bij GAIS. De aanvaller had een aflopend contract bij Carlstad United en kon zodoende transfervrij de overstap naar de club uit Göteborg maken. Dit tot groot ongenoegen van het bestuur van Carlstad United. De club besloot daarom om Ericsson tot het eind van het seizoen niet meer op te stellen in het eerste elftal. Hiermee gingen de trainers van Carlstad echter niet akkoord, zij besloten daarom ontslag te nemen. 
De rel werd breed uitgemeten in de lokale media, waarop Carlstad besloot om Ericsson dan maar tot het eind van het seizoen te verhuren aan Degerfors IF. De aanvaller deed het prima bij zijn nieuwe club, maar ondanks zijn zes doelpunten kon hij degradatie niet voorkomen.

### Allsvenskandebuut
Na zijn rumoerige laatste seizoen bij Carlstad United maakte Ericsson in 2009 dan toch de overstap naar GAIS. In de voorbereiding verdiende hij een plek in het basisteam, door in zes duels drie keer te scoren. Tijdens de eerste wedstrijd van het seizoen, het duel tegen Örgryte in de Allsvenskan, stond Ericsson als enige spits opgesteld. GAIS won het duel met 5-1. Ericsson tekende na zes minuten voor het eerste doelpunt van de dag. Uiteindelijk kwam hij in zijn debuutseizoen tot dertig wedstrijden, waarvan hij er 28 in de basis startte. In totaal maakte hij zes doelpunten. Het leverde hem een nominatie op voor ‘Beste nieuwkomer’ in de Allsvenskan.

### Transfer naar IFK Göteborg
Na één seizoen bij GAIS maakte Ericsson de overstap naar IFK Göteborg. De transfer werd door GAIS omschreven als de grootste transfer die de club ooit heeft gehad. De club deed echter geen uitlatingen over de transfersom. Volgens de Zweedse media ging het echter om een bedrag van zes miljoen kronen. 
Het verblijf van Ericsson bij IFK Göteborg werd echter geen groot succes. In zijn eerste jaar kwam hij tot dertien wedstrijden, waarin hij zesmaal trefzeker was. Maar in zijn tweede seizoen speelde hij slechts vier duels. Halverwege zijn tweede seizoen werd Ericsson verhuurd aan Mjällby AIF. Die club huurde de aanvaller ook in het seizoen 2012 en 2013.

### RAEC Mons en terugkeer naar Zweden
Begin 2014 verliet Ericsson de Zweedse competitie voor een avontuur bij RAEC Mons dat uitkwam in de Belgische Jupiler Pro League. In een half jaar kwam de aanvaller slechts tot zeven optredens. Mons degradeerde bovendien. De spits keerde daarom terug naar Zweden. Mjällby wilde de spits graag terughalen, maar Ericsson koos voor Kalmar FF. Het verblijf van de aanvaller in Kalmar liep echter uit op een deceptie. Na een verhuurperiode aan Örebro SK vertrok Ericsson in 2016 transfervrij naar Jönköpings Södra IF.
Ook zijn verblijf bij Jönköpings Södra IF was van korte duur. Na elf wedstrijden verkaste de aanvaller naar het Noorse Kongsvinger IL. Daar speelde hij zeven competitiewedstrijden, waarin hij twee keer scoorde. Ericsson keerde terug naar Zweden om bij Karlstad BK te gaan spelen. Aan het eind van het seizoen 2018 zette hij een punt achter zijn carrière.